# ثوم معمر
الثوم المعمر أو بقل (الاسم العلمي: Allium schoenoprasum) (بالإنجليزية: Chives)‏ (بلهجة الخليج) أو يازول (باللهجة التونسية) هو نوع من الخضراوات قريب الصلة بالبصل، ينمو في أوروبا وآسيا وشمال إفريقيا. وهو نبات ذو جذر منتفخ يُشبه البيضة يتكون من مجموعة فصوص تشبه الهلال. تخرج منه أوراق أنبوبية طويلة ورفيعة. ويحمل النبات رؤوسًا زهرية مستديرة ومحكمة تتكون من أزهار بنفسجية صغيرة.